# George Batchelor
Pour les articles homonymes, voir Batchelor.
George Keith Batchelor (né à Melbourne le 8 mars 1920 et décédé à Cambridge le 30 mars 2000) est un mathématicien australien spécialiste de la mécanique des fluides,.

## Biographie
Après des études à la Melbourne High School puis à l'université de Melbourne où il obtient un baccalauréat universitaire en sciences en 1941. Pendant la guerre il travaille au Laboratoire australien de recherche aéronautique.
En 1945 il va à l'université de Cambridge où il obtient un PhD en 1947. Il devient ensuite professeur de mathématiques appliquées. Il y fonde le département de mathématiques appliquées et de physique théorique et, en 1956, le Journal of Fluid Mechanics.
Il est connu pour ses travaux sur la turbulence.
En sa mémoire le prix Batchelor est attribué lors du congrès de mécanique théorique et appliquée.

## Récompenses
- Prix Adams de l'université de Cambridge et du St John's College en 1951.
- Compagnon de la Royal Society en 1957.
- Compagnon honoraire étranger de l'Académie américaine des arts et des sciences en 1959[4].
- Compagnon de l'Académie polonaise des sciences en 1974.
- Membre étranger de l'Académie des sciences en 1984.
- Prix Agostinelli de l'Académie des Lyncéens à Rome en 1986,
- Médaille royale de la Royal Society en 1988.
- Médaille Timoshenko de l'American Society of Mechanical Engineers en 1988.
- Médaille Taylor de la Society of Engineering Science[5] en 1997.